# 長谷川まゆ帆
長谷川 まゆ帆（はせがわ まゆほ、1957年3月2日 - ）は、日本の歴史人類学者。東京大学名誉教授。博士（文学）（東京大学）。専門は、フランス近世・近代史、社会史、生活史。

## 経歴
岐阜県出身。岐阜北高等学校卒、1979年名古屋大学文学部西洋史卒、1981年同大学院文学研究科史学地理学専攻西洋史修士課程修了、1985年博士課程満期退学。1987年日本学術振興会特別研究員。1988年三重大学専任講師、1990年同助教授、1994年東京大学教養学部・総合文化研究科助教授、2007年同准教授、2012年同教授、2022年、同名誉教授。

## 著書
- 『お産椅子への旅 - ものと身体の歴史人類学』（岩波書店） 2004年
- 『女と男と子どもの近代』（山川出版社、世界史リブレット） 2007年
- 『さしのべる手 - 近代産科医の誕生とその時代』（岩波書店） 2011年
- 『近世フランスの法と身体 - 教区の女たちが産婆を選ぶ』（東京大学出版会） 2018年

### 共著
- 『ジェンダー』（姫岡とし子, 河村貞枝, 松本彰, 砂山充子, 中里見博, 菊川麻里共著、ミネルヴァ書房、近代ヨーロッパの探求11） 2008年

## 翻訳
- 『境界を生きた女たち - ユダヤ商人グリックル、修道女受肉のマリ、博物画家メーリアン』（ナタリー・Z・デーヴィス、北原恵, 坂本宏共訳、平凡社、テオリア叢書） 2001年

## 参考
- 駒場2001
- https://researchmap.jp/read0011995/